# Центральный государственный архив общественных объединений Республики Башкортостан
Центральный государственный архив общественных объединений Республики Башкортостан (ЦГАОО РБ) (башк. Башҡортостан Республикаһы йәмәғәт берекмәләренең үҙәк дәүләт архивы) — государственное казённое учреждение при Управлении по делам архивов Республики Башкортостан.

## История
В 1922 году была создана Башкирская комиссия по истории Октябрьской революции и РКП(б), согласно постановлению Президиума Башобкома РКП(б) от 19 апреля 1921 года.
16 апреля 1929 года постановлением секретариата Башкирского обкома ВКП(б) образован Партийный архив Башкирского областного комитета ВКП(б) на базе Башкирской областной комиссии по истории Октябрьской революции и РКП(б).
В 1991 году Партийный архив Башкирского республиканского комитета КП РСФСР был преобразован в Центральный государственный архив общественных объединений Башкирской ССР. В то же время был передан в систему государственной архивной службы республики.
В 1992 году был переименован в Центральный государственный архив общественных объединений Республики Башкортостан (ЦГАОО РБ). Государственная архивная служба Республики Башкортостан вошла в Международный совет архивов при ЮНЕСКО.
В 2011 году ЦГАОО РБ преобразовано в государственное казенное учреждение Республики Башкортостан Центральный архив общественных объединений Республики Башкортостан (ГКУ РБ ЦАОО РБ). Это было сделано в соответствии с Указом Президента Республики Башкортостан от 19 апреля 2011 года № УП-181 «О дополнительных мерах по совершенствованию деятельности исполнительных органов государственной власти Республики Башкортостан» и распоряжением Правительства Республики Башкортостан от 24 июня 2011 года № 758-р.

## Фонды

### Фонды общественных объединений
В архиве хранятся фонды партийных, государственных и общественных органов и организаций Башкортостана, отражающие их деятельность по руководству экономикой, культурой, наукой, образованием, характеризующие общественно-политическую обстановку в республике в 1917—1991 гг. Имеется коллекция документов, фотографий, воспоминаний участников революции 1905—1907 гг., материалы о башкирском национальном движении и другие.

### Личные фонды
В ЦГАОО РБ хранятся личные фонды государственных и общественных деятелей, учёных, композиторов, писателей, художников и других.
Представлены личные материалы Аралбаева К. А., Асанбаева Н. В., Ахметова Х. Ф., Биишевой З. А., Булякова Д. М., Гареева М. Г., Ибрагимова Г. Г., Ишерского В. И., Каримова М. С., Кусимова Т. Т., Муртазина М. Л., Мустафиной Ф. Х., Сулеймановой Г. Г., Сахаутдиновой М. Н., Уметбаева Р. Г., Уразбаева Н. Р., Филиппова А. П., Хакимова А. Х., Хамматова Я. Х., Шафикова Г. Г., Юнусовой Г. А., Юсуповой Б. А., Якутова И. С. и других.

## Научно-справочная библиотека
В период деятельности за счет приобретения на средства архива и передачи в дар учёными, исследователями, ветеранами партии и комсомола республики, государственными и общественными деятелями, работниками культуры и искусства. По состоянию на 1 января 2009 года в научно-справочной библиотеке ЦГАОО РБ имелось 3 748 книг и брошюр (за период 1882—2008 гг.), 525 подшивок газет (за 1878—2008 гг.), 199 годовых комплектов и отдельных журналов (за 1913—2008 гг.). В основном издания на башкирском и русском языках. 

## Основные издания и публикации
- История гражданской войны в Башкирии. Воспоминания участников (на башк. языке) / Отв. ред. П. А. Кузнецов. – Уфа, Типолитография «Октябрьский натиск» Башполитграфтреста, 1932.
- Кулацкие восстания в Башкирии в 1918 году. Воспоминания / Под ред. П. А. Кузнецова. – Уфа: «Башкирское государственное издательство», 1933.
- Сборник документов и материалов о революционном движении 1905—1907 гг. в Башкирии / Под ред. С. М. Кузнецова, Л. П. Гнедкова, Т. Ш. Саяпова. – Уфа: «Башкирское книжное издательство», 1956.
- Борцы за народное счастье / под ред. Б. А. Кузнецова. – Уфа: «Башкирское книжное издательство», 1977.
- Возвращённые имена / Сост. Е. П. Асабин, Г. Д. Иргалин. – Уфа: «Башкирское книжное издательство», 1991.
- Урал ковал победу / Под ред. П. Г. Агарышева. – Челябинск: «Южно-Уральское книжное издательство», 1993.
- Женщины Башкирии в годы Великой Отечественной войны 1941-1945 гг. /Сост. Т. П. Лелюх, С. Н. Мурзаханова. – Уфа, Издательство «Башкортостан», 2000.
- Республика Башкортостан в период Великой Отечественной войны 1941-1945 гг. Хроника основных событий / Ред. И. В. Галлямов, Ю. А. Перескоков. Сост. А. М. Бакирова, Р. А. Валишин (отв. сост.). – Уфа, 2005.
- Молодёжные движения в Башкортостане. XX век / Под ред. Г. Р. Мухаметдинова (отв. ред.), С. Н. Мурзахановой, Т. П. Лелюх, А. А. Хисматуллина. Сост. Г. Р. Мухаметдинов, С. Н. Мурзаханова, Т. П. Лелюх, Р. И. Биканачева, АМ. Бакирова, З. М. Кузяшева, Р. А. Низамов, А. Г. Сафаргалина. – Уфа: «Китап», 2005.
- Башкортостан с древнейших времен до наших дней. Хроника основных событий / Под ред. Н. А. Мажитова, З. Г. Ураксина, М. И. Роднова, Ю. Х. Юлдашбаева, Р. А. Валишина, Н. П. Каменева, А. А. Хисматуллина. Сост. Р. А. Валишин. – Уфа, «Китап», 2007.
- Центральный государственный архив общественных объединений Республики Башкортостан. Путеводитель / Под ред. Р. А. Валишина (отв. ред.), Н. П. Каменева, А. А. Хисматуллина, Ю. Х. Юлдашбаева. – Уфа: Издательство «Китап» имени Зайнаб Биишевой, 2009.
- Герои Труда. Справочник / Под ред: Р. А. Аюпова, Р. А. Валишина (ответственный редактор), Н. П. Каменева, А. А. Хисматуллина, Ю. Х. Юлдашбаева. – Уфа: Издательство «Китап» имени Зайнаб Биишевой, 2011.